# 2020年利比亞示威
2020年利比亞示威，是針對街頭抗議的超額撥備窮人提供的服務的問題的抗爭，範圍包含由民族團結政府控制的西部城市（的黎波里，米蘇拉塔，扎維亞），以及由利比亞國民軍控制的東部（班加西）和南部（拾哈）。